# Acromyrmex lobicornis
Acromyrmex lobicornis é uma espécie de inseto do gênero Acromyrmex, pertencente à família Formicidae.